# Echenais glauca
Echenais glauca är en fjärilsart som beskrevs av Frederick DuCane Godman och Osbert Salvin 1917. Echenais glauca ingår i släktet Echenais och familjen Riodinidae. Inga underarter finns listade i Catalogue of Life.